# Eukrohnia sinica
Eukrohnia sinica är en djurart som tillhör fylumet pilmaskar, och som beskrevs av Zhang och Chen 1983. Eukrohnia sinica ingår i släktet Eukrohnia och familjen Eukrohniidae. Inga underarter finns listade i Catalogue of Life.